# Швець Олександр Васильович
Олекса́ндр Васи́льович Шве́ць (26 червня 1971 — 11 березня 2018) — молодший сержант Збройних сил України, учасник російсько-української війни.

## Життєпис
Народився в 1971 році в місті Олександрія (Кіровоградська область). Навчався в Олександрійській школі № 2 ім. Горького. Закінчив ПТУ № 17 — за фахом слюсар зі складання металевих конструкцій та налагоджувальник холодноштампувального устаткування. Продовжив навчання в Олександрійському індустріальному технікумі — за фахом техніка-технолога з обробки металів різанням. Працював слюсарем-складальником металоконструкцій у ТОВ "Електромеханічний завод «ЕТАЛ», згодом майстром з виробничого навчання у ПТУ № 17, з 2013 року — в ТОВ ЗПТУ «Віра-Сервіс Інтермаш». Полюбляв займатися плаванням та велоспортом.
У 2015 році був призваний до Збройних Сил України за мобілізацією, з 2016-го — проходив службу за контрактом. Молодший сержант, навідник 2-го мінометного взводу мінометної батареї батальйону морської піхоти 36 ОБрМП.
11 березня 2018 року загинув в ранішню пору поблизу с. Широкиного від множинних осколкових поранень — під час виконання бойового завдання із перевезення набоїв та оснащення: на зворотному шляху вантажівка підірвалась на міні, водій зазнав мінно-вибухової травми, що несумісна з життям.
Похований 14 березня 2018 року на військовому кладовищі м. Олександрії, в місті оголошено День жалоби.
Залишились мати, дружина та дорослий син.

## Нагороди
- Указом Президента України № 189/2018 від 27 червня 2018 року «за особисту мужність і самовіддані дії, виявлені у захисті державного суверенітету та територіальної цілісності України, зразкового виконання військового обов'язку» — нагороджений орденом «За мужність» III ступеня[1].

## Вшанування
- У квітні 2021 року в м. Олександрії нa будівлі школи, де навчався військовослужбовець, відкрито меморіальну дошку в пам'ять про загиблого в зоні АТО Олександра[2].